# 2-й Архангельский объединённый авиаотряд
Открытое акционерное общество «2-й Архангельский объединенный авиаотряд» (авиакомпания «Арктика», Арктические авиалинии) — региональная авиакомпания Архангельской области и Ненецкого автономного округа осуществляющая авиационную перевозку пассажиров, почты и грузов. Вертолёты и самолёты предприятия выполняют коммерческие воздушные перевозки и все виды авиационных работ: воздушные съёмки, лесоавиационные, строительно-монтажные и погрузочно-разгрузочные в Арктике, с морских судов, оказание медицинской помощи населению, поисково-спасательные операции.

## История
2-й Архангельский объединённый авиаотряд Северного (с 1973 года — Архангельского) управления гражданской авиации Аэрофлота был создан в 1969 году. В его состав вошли 68-й (вертолёты Ми-1, Ми-4, Ми-6, Ми-8) и 313-й (самолёты Ан-2, Як-12) лётные отряды. Первоначально базировался в аэропорту Кегостров, в 1975 году перебазирован в Васьково. Звенья Ан-2 также базировались в Онеге, Каргополе, Карпогорах, Лешуконском и Мезени. В 1991 году, в связи с расформированием Аэрофлота, стал отдельной авиакомпанией.
10 февраля 2019 года президент РФ Путин за мужество, смелость, решительность, проявленные при спасении людей в экстремальных условиях, наградил медалями «За спасение погибавших» троих сотрудников 2-го Архангельского объединенного авиаотряда. Официально в президентском указе не сказано, что награждают тех, кто участвовал в спасении пострадавших после взрыва на полигоне Нёнокса в августе 2019 года.

## Флот
По состоянию на февраль 2022 года размер флота АО «2-й Архангельский объединенный авиаотряд» составляет 12 самолётов и 12 вертолетов:

## Происшествия
- Катастрофа Ми-8 в посёлке Варандей.
- Катастрофа Ми-8 на месторождении имени Требса
- 24 сентября 2014 года в посёлке Шойна примерно в двенадцать часов дня самолёт Ан-2 RA-02322, совершавший рейс Шойна — Архангельск, при попытке взлёта выкатился за пределы взлётно-посадочной полосы. После этого пилоты остановили взлёт. Воздушное судно было серьёзно повреждено: помят борт, пострадали шасси и воздушный винт. Во время аварии на борту находились восемь пассажиров и два члена экипажа. Три человека пострадали, но госпитализация им не потребовалась[4][5].
- 8 ноября 2018 года следовавший из Васьково в Сояну самолёт Ан-2 RA-84674 совершил вынужденную посадку в лесном массиве в 50 километрах северо-восточнее Архангельска. Все 12 пассажиров и 2 членов экипажа выжили. Двое пассажиров получили лёгкие травмы. Самолёт был разрушен и списан. Главной причиной аварии было названо обледенение[6][7][8].